# Borimecikovo, Pazardjik
Borimecikovo (în bulgară Боримечково) este un sat în comuna Lesiciovo, regiunea Pazardjik,  Bulgaria. 

## Demografie
Componența etnică a satului Borimecikovo
     Bulgari (22,49%)
     Romi (46,39%)
     Turci (21,08%)
     Nicio identificare (10,01%)
La recensământul din 2011, populația satului Borimecikovo era de 569 locuitori. Nu există o etnie majoritară, locuitorii fiind romi (46,39%), bulgari (22,49%) și turci (21,08%). Pentru 10,01% din locuitori nu este cunoscută apartenența etnică.